# Wahlen zur Nationalversammlung Angolas 2012
Die Wahlen zur Nationalversammlung Angolas 2012 fanden am 31. August 2012 statt und waren nach 1992 und 2008 die dritten Mehr-Parteien-Wahlen zur Nationalversammlung seit der Unabhängigkeit des Landes 1975. Die Wahlen von 1980 und von 1986 hatten noch unter den Bedingungen eines Ein-Parteien-Systems stattgefunden.
Neun Parteien standen 2012 zur Wahl und etwa 9 Millionen Wahlberechtigte sollten die Besetzung der 220 Sitze der Nationalversammlung bestimmen. Allerdings hatte die seit 37 Jahren regierende übermächtige Partei MPLA im Vorfeld einen nahezu unbeschränkten Werbeetat zur Verfügung und beherrschte nicht nur die Medien, sondern auch das Straßenbild mit Plakaten, während die Oppositionsparteien kaum wahrnehmbar waren. Unabhängige Wahlbeobachter kritisierten die Wahlen daher als unfair, obwohl der Wahltag selbst weitgehend frei von Wählerbeeinflussung blieb.
Vorläufige Schätzungen sahen die Wahlbeteiligung bei 57 % der Wahlberechtigten, wobei die Beteiligung in der Hauptstadt Luanda und einzelnen Provinzen deutlich niedriger war.

## Ergebnisse
Das MPLA erreichte rund 71 % der abgegebenen Stimmen (175 Abgeordnete), also 10 % weniger als 2008, aber immer noch eine höchst komfortable Mehrheit. Die traditionell größte Oppositionspartei UNITA errang gut 18 % (32 Abgeordnete), was gegenüber 2008 einen Zuwachs von 80 % bedeutet. Die als Abspaltung der UNITA entstandene neue Partei CASA-CE erhielt 6 % der Stimmen (8 Abgeordnete); dies ist mit Abstand das beste Ergebnis, das jemals eine Partei außer MPLA und UNITA bei einer landesweiten Wahl in Angola erhalten hat.
Außer diesen drei Parteien errangen nur noch das PRS (Partido de Renovação Social) und die FNLA Sitze im Parlament (3 bzw. 2), trotz Stimmenanteilen unter 2 %. Dies erklärt sich daraus, dass sie besonders unter den Chokwe bzw. Bakongo verwurzelt sind und Direktmandate in den entsprechenden Landesteilen erringen konnten.
Auffallend waren die Ergebnisse der Opposition in den Provinzen Luanda und Cabinda. Hier holten UNITA und CASA–CE zusammen 40 % der Wählerstimmen, also deutlich mehr als die 25 %, die sie im Landesdurchschnitt zusammen errangen. Noch bedeutsamer ist die hohe Wahlenthaltung: während von 1992 über 2008 bis 2012 die Zahl der registrierten Wähler von rund 5 Mio. auf fast 10 Mio. gestiegen ist, hat sich gleichzeitig der Anteil der Nichtwähler ständig erhöht und lag 2012 bei 37,2 % (in einige Provinzen, darunter vor allem Luanda, bei rund 42 %), während er 2008 noch rund 12,5 % betrug. Rund 4 Mio. Wähler sind also nicht zu den Urnen gegangen. In der Provinz Luanda, wo stark ein Viertel der Bevölkerung lebt und der Politisierungsgrad besonders hoch ist, haben also nur rund 25 % der Wähler für das MPLA gestimmt.
- MPLA: 175
- UNITA: 32
- CASA-CE: 8
- PRS: 3
- FNLA: 2

| Partei                              | Stimmen   | % 2012 | % 2008 | Sitze | ±   |
| ----------------------------------- | --------- | ------ | ------ | ----- | --- |
| MPLA                                | 4 135 503 | 71,84  | 81,64  | 175   | −16 |
| UNITA                               | 1 074 565 | 18,66  | 10,39  | 32    | +16 |
| CASA–CE                             | 345 589   | 6,00   | -      | 8     | Neu |
| Partido de Renovação Social, PRS    | 98 233    | 1,70   | 3,71   | 3     | −5  |
| FNLA                                | 65 163    | 1,13   | 1,11   | 2     | −1  |
| Nova Democracia – União Eleitoral   | 13 337    | 0.23   | 1,29   | 0     | −2  |
| PAPOD                               | 8 710     | 0.15   | -      | -     | -   |
| FUMA                                | 8 260     | 0.14   | -      | -     | -   |
| CPO                                 | 6 644     | 0.11   | -      | -     | -   |
| Ungültige Stimmen / leer abgegeben  | 368 665   | 5,1    | –      | –     |     |
| Total                               | 6 124 669 | 100    |        | 220   | 0   |
| Registrierte Wähler                 | 9 757 671 | 62,86  | –      | –     |     |
| Quelle: Comissão Nacional Eleitoral |           |        |        |       |     |

## Angetretene Parteien und Koalitionen
- MPLA, (Volksbewegung zur Befreiung Angolas), ursprünglich marxistisch ausgerichtete Guerillabewegung gegen die portugiesische Kolonialherrschaft, seit 1975 Regierungspartei. Anfängliche Machtbasis unter den Ambundu und der Mischlingsbevölkerung, inzwischen stark ausgeweitet.
- UNITA (Nationale Union für die totale Befreiung Angolas), ebenfalls ursprünglich Guerillabewegung gegen die portugiesische Kolonialherrschaft mit Machtbasis unter den Ovimbundu, ab 1975 bis 1991 Gegner der MPLA im Angolanischen Bürgerkrieg
- Frente Nacional de Libertação de Angola, ebenso wie die MPLA und die UNITA aus einer Guerillabewegung des Befreiungskrieges hervorgegangen. Hauptsächliche soziale Basis unter den Bakongo.
- Partido de Renovação Social, PRS, 1991 gegründet, hatte 2008 3 % der Stimmen errungen. Verwurzelt unter den Chokwe.
- CASA-CE Convergência Ampla de Salvação de Angola – Coligação Eleitoral (Umfassende Vereinigung zur Rettung Angolas – Wahlbündnis), 2012 aus der UNITA hervorgegangenes Bündnis unter Führung des ehemaligen UNITA-Politikers Abel Chivukuvuku, das sich erstmals zur Wahl stellte
- FUMA (Vereinigte Front für die Veränderung Angolas)
- Nova Democracia – União Eleitoral, 2006 gegründete Koalition, erhielt 2008 1,6 % der abgegebenen Stimmen. Hauptsächlich von Intellektuellen getragen; Nachfolger der Frente para a Democracia.
- PAPOD (Partei des Volkes für Entwicklung)
- CPO (Politischer Oppositionsrat)

Dies sind die Formationen, die nach Überprüfung der formellen Voraussetzungen zur Wahl zugelassen wurden. Anträge einer größeren Zahl kleiner Gruppen wurden aus formellen Gründen zurückgewiesen.

## Auswirkungen der Wahlen
Aufgrund der neuen Verfassung von 2010 legen die Parlamentswahlen auch die Vergabe der Ämter des Präsidenten und Vizepräsidenten fest: Der Spitzenkandidat der Partei mit den meisten Stimmen wird Staats- und Regierungschef in einer Person, der Listenzweite wird Vize-Präsident. Daher bedeutet das Wahlergebnis, dass der seit 33 Jahren regierende Präsident José Eduardo dos Santos dieses Amt auch weiterhin ausüben wird. Vizepräsident wird Manuel Domingos Vicente, Minister für wirtschaftliche Koordination. 1992 hatten in der bisher einzigen Präsidentschaftswahl die Wähler noch die Möglichkeit, den Präsidenten direkt zu bestimmen.